# فوتبال در بازی‌های آسیایی ۱۹۸۲
فوتبال یکی از ورزش‌های بازی‌های آسیایی ۱۹۸۲ است که از ۲۰ نوامبر تا ۳ دسامبر ۱۹۸۲ در دهلی نو هند برگزار شد.